# 1859 в Україні

## Події
- У Києві засновано організацію української інтелігенції «Стара громада».
- Азбучний спір в 1859.
- У світ вийшла поема Тараса Шевченка  «Марія».
- Стара громада

## Особи

### Народились
- 8 січня Степан Смаль-Стоцький (1859—1939) — український мовознавець і педагог, літературознавець (один із перших теоретиків українського віршування); визначний громадсько-політичний, культурний, економічний діяч Буковини. Один із засновників Музею визвольної боротьби України у Празі.
- 31 січня Богданов Сергій Михайлович (1859—1920) — український вчений в галузі сільськогосподарської науки.
- 17 лютого Гамалія Микола Федорович (1859—1949) — український, російський, в подальшому радянський мікробіолог і епідеміолог, почесний академік Академії Наук СРСР, заслужений діяч науки. Лауреат Сталінської премії.
- 18 лютого Падалка Лев Васильович (1859—1927) — український статистик, історик, археолог, етнограф, краєзнавець, громадський діяч.
- 20 лютого Білиловський Кесар Олександрович (1859—1938) — український поет, перекладач, видавець, лікар за фахом.
- 21 лютого Родзянко Михайло Володимирович (1859—1924) — катеринославський поміщик, маршалок дворян Новомосковського повіту, голова Катеринославської губернської земської управи, голова IV Державної думи Російської імперії.
- 1 березня Фоґель Роберт Пилипович (1859—1920) — український астроном, професор Київського Університету, директор Київської астрономічної обсерваторії.
- 1 березня Георгій Янков (1859—1920) — болгарський офіцер, полковник, адвокат. Учасник російсько-турецької війни (1877—1878).
- 2 березня Шолом-Алейхем (1859—1916) — єврейський письменник, драматург, один з основоположників сучасної художньої літератури мовою їдиш. Також писав свої твори івритом і російською.
- 2 березня Секержицький Вікентій Онуфрійович (1859 — після вересня 1919) — старшина Дієвої армії УНР.
- 9 березня Деревицький Олексій Миколайович (1859—1943) — історик, антикознавець, філолог, спеціаліст з античної філології, дослідник давньогрецької літератури та мистецтва. Ректор Новоросійського університету (1903—1905).
- 12 березня Демков Михайло Іванович (1859—1939) — український педагог, теоретик, історик та популяризатор педагогіки.
- 19 березня Тарасенко Василь Юхимович (1859—1926) — український геолог.
- 25 березня Шатуновський Самуїл Йосипович (1859—1929) — український математик. Один з основоположників одеської математичної школи.
- 27 березня Нестайко Денис Порфирович (1859—1936) — греко-католицький священик, громадський діяч.
- 1 квітня Цеглинський Роман (1859—1914) — галицький педагог і освітній діяч.
- 7 квітня Левитський Микола Васильович (1859—1936) — громадський діяч і кооператор, представник ліберального народництва в Україні, організатор кооперативного руху, публіцист.
- 9 квітня Александру Авереску (1859—1938) — румунський державний і політичний діяч, маршал Румунії (з 1934).
- 12 травня Алісов Михайло Олександрович (1859—1933) — український художник-мариніст та пейзажист.
- 22 травня Антоній Єзерський (1859—1905) — польський галицький художник.
- 26 травня Соловій Адам Ян (1859—1941) — професор кафедри акушерства та гінекології Львівського університету (1908-30).
- 27 травня Саксаганський Панас Карпович (1859—1940) — визначний український актор, режисер, драматург і педагог школи Марка Кропивницького, один з корифеїв українського побутового театру.
- 3 липня Чирко Пилип Антонович (1859—1928) — український живописець, член Товариства передвижників.
- 3 червня Пенський Юліан Романович (1859—1920) — лікар, хірург, заслужений професор Харківського університету ім. В. Н. Каразіна.
- 16 серпня Теодор Тарнавський (1859 — після 1909) — доктор теології, ректор Чернівецького університету у 1892—1893 навчальному році, громадський діяч.
- 14 вересня Зелінський Тадей Францович (1859—1944) російський і польський науковець, дослідник античної культури, корифей російської та польської класичної філології, а також мислитель і громадський діяч.
- 25 вересня Зарудний Микола Олексійович (1859—1919) — українсько-російський зоолог — орнітолог і мандрівник.
- 28 вересня Іван Пилипів (1859—1936) — один з перших українських галицьких поселенців у Канаді.
- 1 жовтня Сабов Євменій Іванович (1859—1934) — греко-католицький священик і русофільський діяч на Закарпатті.
- 5 жовтня Берло Ганна Львівна (1859—1942) —— український історик, філолог, педагог.
- 7 жовтня Гамченко Сергій Свиридович (1859—1932) український археолог, товариш голови Всеукраїнського Археологічного комітету. Один із засновників Товариства дослідників Волині. Член-кореспондент Київського товариства старожитностей і мистецтва, член Історичного товариства Нестора-літописця, член Російського Археологічного товариства.
- 20 жовтня Вацик Яків Максимович(1859—1919) — український греко-католицький священик, педагог, громадський діяч. Доктор теології.
- 27 жовтня Сіцінський Юхим Йосипович (1859—1937) — історик, археолог і культурно-громадський діяч Поділля, православний священик, член Історичного товариства Нестора-літописця, дійсний член НТШ і Українського наукового товариства в Києві, Київського товариства охорони пам'ятників старовини та мистецтва.
- 3 листопада Дейша-Сіоницька Марія Адріанівна (1859—1932) — оперна співачка, громадська діячка та педагогиня, одна з організаторок Московської народної консерваторії.
- 4 листопада Станіслав Нев'ядомський (1859—1936) — польський композитор, диригент, педагог і музичний критик.
- 14 листопада Самсонов Олександр Васильович (1859—1914) — російський воєначальник, генерал від кавалерії. Був командиром у російсько-японській та Першій світовій війнах. Під час другої командував 2-ю армією. Вчинив самогубство після розгромної поразки в битві під Танненбергом в ході Східно-Прусської операції.
- 16 листопада Сидоренко Михайло Дмитрович (1859—1927) — український геолог, петрограф і мінералог.
- 18 листопада Левицький Кость Антонович (1859—1941) — український державний діяч, один із найвизначніших політичних діячів Галичини кінця XIX століття — першої половини XX століття, доктор наук. Співзасновник УНДП. З листопада 1918 р. — голова Державного секретаріату ЗУНР.
- 26 листопада Лесь Кульчицький (1859—1938) — економіст, видавець, громадський діяч.
- 1 грудня Антонович-Мельник Катерина Миколаївна (1859—1942) — український історик, археолог, перекладач, громадська діячка. Член НТШ у Львові.
- 22 грудня Василь Єлиняк (1859—1956) — один з перших українських галицьких поселенців у Канаді.
- грудень Камінський Вітольд Болеславович (1859—1931) — український лікар-гідропат (гідротерапевт), потомствений дворянин.
- Леопольд Бачевський (1859—1924) — львівський підприємець.
- Гарасимів Антін (1859—1943) — український адвокат та державний діяч.
- Гнатенко Ілля — (1859 -?) — український політик, член I Державної думи від Подільської губернії, селянин.
- Зубченко Гаврило Леонтійович (1859 — після 1917) — депутат Державної думи Російської імперії першого скликання від Київської губернії.
- Іваненко Дмитро Олексійович (1859—1943) — український і російський письменник, журналіст.
- Копко Максим (1859—1919) — український композитор, греко-католицький священик у Перемишлі.
- Крижанівський Никанор Федорович (1859—1891) — революціонер.
- Левицький Пилип (1859—1920) — інженер-будівельник, громадський діяч.
- Лозина-Лозинський Костянтин Степанович (1859—1940) — російський лікар, народник.
- Мартинець Михайло Петрович (1859—1919) — міністр земельних справ (Державний секретар) ЗУНР.
- Морейніс-Муратова Фані Абрамівна (1859—1937) — російська революціонерка, член партії «Народна воля», редакторка, авторка спогадів.
- Володимир Підгородецький (1859—1923) — український архітектор.
- Рошкевич Михайлина Михайлівна (1859—1957) — українська фольклористка, мемуаристка.
- Томасевич Степан (1859—1932) — український галицький маляр і карикатурист.
- Филипович Володимир (1859—1935) — український лікар-хірург, громадський діяч.
- Трофименко Павло Олександрович (1859 — після 1907) — земський діяч, депутат Державної думи II скликання від Чернігівської губернії.
- Черняхівський Михайло Григорович (1859—1922) — український хірург. Професор. Доктор медицини.
- Шевирьов Іван Якович (1859—1920) — російський ентомолог, автор ґрунтовних досліджень жуків-короїдів та інших комах — шкідників лісу.
- Барон де Шодуар Іван Максиміліанович (1859—1919) — барон, володар садиби Івниця та маєтку в місті Житомир, меценат і художник.
- Шрамченко Олександр Миколайович (1859—1921) — культурний діяч, етнограф.
- Яценко Іван Фомич (1859—1895) — архітектор Російської імперії, працював в Одесі в стилі неоренесансу, необароко.

### Померли
- 2 березня Шишацький-Ілліч Олександр Васильович (1828—1859) — український поет і етнограф.
- 5 червня Дмитро Святополк-Четвертинський (1777—1859) — князь руського (українського) походження, польський освітній та громадський діяч.
- 12 жовтня Арсеній (Митрофанов) (1805—1859) — архімандрит, настоятель Святогірського монастиря.
- Антоній Бенса (1787—1859) — польський актор, директор Краківського театру (тепер т. зв. «Старий театр») в 1810—1811 роках.

## Засновані, зведені
- Третя тернопільська гімназія
- Церква Різдва Богородиці (Васильків)
- Церква Воздвиження Хреста Господнього (Любимівка)
- Хрестовоздвиженська церква (Одеса)
- Церква святого великомученика Юрія Переможця (Острівець)
- Троїцька церква (Нова Забудова)
- Хрестоздвиженський костел (Полтава)
- Собор святого Миколая Чудотворця (Старобільськ)
- Свято-Петро-Павлівський кафедральний собор (Сімферополь)
- Церква Воздвиження Чесного Хреста (Микитинці)
- Церква святого архістратига Михаїла (Тростянець)
- Новомиргородський вікаріат
- Підзамче (станція)
- Багачка Перша
- Бакалове
- Березівка (Долинський район)
- Білярі
- Болгарка (Роздільнянський район)
- Боровики
- Бухалове (Гадяцький район)
- Велізарове
- Добраничівка
- Єлизаветівка (Роздільнянський район)
- Загорянівка
- Зелена Балка (Гадяцький район)
- Зоряне (Городнянський район)
- Кардамичеве
- Комарівка (Великомихайлівський район)
- Нова Дмитрівка (Золотоніський район)
- Новодмитрівка (Роздільнянський район)
- Новослобідка
- Одрадове (Роздільнянський район)
- Павлівка (Роздільнянський район)
- Ревунів Круг
- Човниця
- Шевченкове (Роздільнянський район)

## Видання, твори
- Киевский телеграф (газета)